# Финал Кубка России по футболу 2003
Финал Кубка России по футболу 2002/2003 годов — 11-й финальный матч в истории розыгрышей Кубка России по футболу, который состоялся 15 июня 2003 года на московском стадионе «Локомотив». В матче встречались московский «Спартак», выигрывавший прежде Кубок России в 1994 и 1998 годах, и впервые дошедший до этой стадии «Ростсельмаш» из Ростова-на-Дону, который по ходу сезона был переименован в «Ростов».
Победу одержал московский «Спартак» со счётом 1:0. Выигранный Кубок России стал не только последним завоёванным для «Спартака» трофеем в эпоху Олега Романцева, но и оставался последним выигранным клубным трофеем вообще вплоть до сезона 2016/2017, когда клуб выиграл чемпионат России.
За 10 дней до матча заявлялось, что игра начнётся в 17 часов и будет транслироваться в прямом эфире на телеканале «НТВ-Плюс Футбол», а через шесть часов — на запущенном 12 июня телеканале «Спорт». Фактически матч начался в 15 часов. Впервые финальная игра не транслировалась по общефедеральным каналам.

## Путь к финалу
Обе команды выступали в Российской Премьер-лиге, поэтому начинали свой путь в Кубке России с 1/16 финала. «Спартак» к началу розыгрыша шёл на 12-м месте в чемпионате России, находясь в 3 очках от зоны вылета: свой отпечаток накладывали прошлогодние провалы в чемпионате России (3-е место) и Лиге чемпионов УЕФА (шесть поражений с разницей 1:18). Тем не менее, на пути к финалу «Спартак» справился с клубами «Чкаловец-1936» (Новосибирск), «Уралан» (Элиста), «Сокол» (Саратов) и «Лада» (Тольятти), причём в полуфинале он уступал по ходу матча 0:2, но перевёл игру в овертайм благодаря дублю Романа Павлюченко и выиграл благодаря «золотому голу» Юрия Ковтуна. Жеребьёвка «Ростова» была более простой: команда, заявленная на турнир под названием «Ростсельмаш», справилась со смоленским «Кристаллом», питерским «Динамо», подмосковными «Химками» и махачкалинским «Анжи». К финалу команду переименовали в «Ростов».
| Спартак (Москва)            | Спартак (Москва)            | Спартак (Москва) | Ростов (Ростов-на-Дону) | Ростов (Ростов-на-Дону)  | Ростов (Ростов-на-Дону) |
| --------------------------- | --------------------------- | ---------------- | ----------------------- | ------------------------ | ----------------------- |
| Чкаловец-1936 (Новосибирск) | 4:0 (в гостях)              | 1/16 финала      | 1/16 финала             | Кристалл (Смоленск)      | 3:2 (в гостях)          |
| Уралан (Элиста)             | 4:0 (дома)                  | 1/8 финала       | 1/8 финала              | Динамо (Санкт-Петербург) | 3:2 (в гостях)          |
| Сокол (Саратов)             | 3:2 (в гостях)              | 1/4 финала       | 1/4 финала              | Химки (Химки)            | 1:0 (в гостях)          |
| Лада (Тольятти)             | 3:2, золотой гол (в гостях) | 1/2 финала       | 1/2 финала              | Анжи (Махачкала)         | 1:0 (в гостях)          |

## Перед игрой
Если у президента «Ростова» Ивана Саввиди проблем с командой и её болельщиками не было, то в «Спартаке» обострился конфликт между президентом клуба Андреем Червиченко и главным тренером Олегом Романцевым, который за сутки финала в интервью обвинил руководство клуба в отсутствии «хорошего и правильного финансирования», которое привело к провалу команды в 2002 году. Ответные обвинения в неудачном выступлении команды следовали и от Червиченко в адрес Романцева. Вследствие этого конфликта пресса предположила, что финал Кубка России станет последним матчем для Романцева как главного тренера клуба, даже если «Спартак» победит. К финалу «Спартак» уже находился на 13-м месте в турнирной таблице РФПЛ, отставая от «Ростова» на 5 очков, и от итога матча зависело дальнейшее моральное состояние московского клуба

## Ход игры
На финальный матч команды выставили свои основные составы: исключением стал травмированный вратарь «Спартака» Абдельила Баги, которого заменил Алексей Зуев. К 10-й минуте «Спартак» завладел территориальным преимуществом и провёл несколько опасных атак: сначала после удара бразильца Мойзеса среагировал вратарь Илья Близнюк, а затем Егор Титов из выгодной позици не нанёс решающий удар. «Ростов» ответил двумя атаками: на 17-й минуте после навеса Андрея Акопянца мимо ворот головой пробил Роман Адамов, а через минуту запорол свой момент Исо Каньенда, когда сыграл Зуев. «Спартак» наказал ростовчан за нереализованные моменты на 28-й минуте: Роман Павлюченко с левого фланга выполнил навес на Егора Титова, и тот, борясь против Милоша Крушчича и Владимира Микитина, сумел ударом головой замкнуть этот навес и поразить ворота Близнюка.
В дальнейшем «Спартак» мог в первом тайме забить ещё дважды усилиями Романа Павлюченко, однако на 30-й минуте Роман, перекинув мяч через Близнюка, не попал в ворота, а в компенсированное время первого тайма аналогично при выходе один на один пробил мимо ворот. Во втором тайме в самом начале игры Павлюченко, продавив Крушчича, в очередной раз промахнулся из убойной позиции. Но по ходу второго тайма у «Ростова» было намного больше голевых моментов: на 56-й минуте после грубой ошибки Алксея Зуева у дальней штанги не попал по пустым воротам Юрий Максимов. На 74-й минуте вышедший в перерыве на замену вместо Адамова Александр Маслов не попал в пустые ворота, а в компенсированное время после удара в упор Максимова команду спас Зуев. «Спартак» сумел удержать победный счёт и завоевать Кубок России.
Несмотря на победу, Олег Романцев всё же ушёл из команды: поводом стало поражение 19 июня 2003 года в рамках 13-го тура чемпионата России от раменского «Сатурна» со счётом 0:1. Вплоть до чемпионства в 2017 году «Спартак» больше не выигрывал ни чемпионат России, ни Кубок, ни Суперкубок.

## Отчёт о матче
| 15 июня 2003 15:00 MSK | \| Спартак \| 1:0 Отчёт \| Ростов \| \| Титов 28′ \| Голы \| \| | Стадион: Локомотив, Москва Зрителей: 25 000 Судья: Игорь Егоров (Нижний Новгород) |
| Спартак                | 1:0 Отчёт                                                       | Ростов                                                                            |
| Титов 28′              | Голы                                                            |                                                                                   |

| Спартак | Ростов |

| Спартак: |    |                       |     |     |
| |    |                       |     |     |
| В | 46 | Алексей Зуев          |     |     |
| З | 2  | Юрий Ковтун           |     |     |
| З | 4  | Мойзес                |     |     |
| З | 5  | Владислав Ващук       |     |     |
| З | 27 | Луис Перейра          |     |     |
| З | 33 | Максим Деменко        |     |     |
| П | 6  | Дмитрий Смирнов       |     |     |
| П | 7  | Василий Баранов       |     | 83' |
| П | 9  | Егор Титов            |     |     |
| П | 25 | Александр Павленко    |     |     |
| Н | 10 | Роман Павлюченко      | 50' | 87' |
| Запасные: |    |                       |     |     |
| В | 12 | Антон Алексеев        |     |     |
| З | 44 | Валери Абрамидзе      |     |     |
| П | 14 | Максим Калиниченко    |     | 83' |
| Н | 20 | Александр Данишевский |     | 87' |
| Н | 34 | Артём Концевой        |     |     |
| Н | 40 | Александр Самедов     |     |     |
| Н | 42 | Фло Эссиен            |     |     |
| Тренер: |    |                       |     |     |
| Олег Романцев Главный судья: Юрий Баскаков (Москва) Помощники судьи: Лев Антонов (Владимир) Евгений Волнин (Владимир) Резервный судья: Сергей Лапочкин (Санкт-Петербург) Делегат матча: Александр Савкин (Балашиха) |    |                       |     |     |

| Ростов:         |    |                   |       |     |
|                 |    |                   |       |     |
| В               | 16 | Илья Близнюк      | 90+2' |     |
| З               | 8  | Владимир Микитин  |       |     |
| З               | 13 | Мэттью Бут        |       |     |
| З               | 15 | Сергей Даценко    |       |     |
| З               | 24 | Милош Крушчич     |       |     |
| П               | 10 | Михаил Осинов     |       |     |
| П               | 14 | Гифт Кампамба     |       |     |
| П               | 23 | Юрий Максимов     |       |     |
| Н               | 7  | Андрей Акопянц    |       | 60' |
| Н               | 9  | Роман Адамов      |       | 46' |
| Н               | 14 | Исо Каньенда      |       |     |
| Запасные:       |    |                   |       |     |
| В               | 52 | Владимир Савченко |       |     |
| З               | 4  | Антон Рогочий     |       |     |
| П               | 30 | Анатолий Морозов  |       |     |
| П               | 15 | Василий Бровин    |       |     |
| П               | 17 | Рован Хендрикс    |       | 60' |
| Н               | 22 | Николай Ширшов    |       |     |
| Н               | 29 | Александр Маслов  |       | 46' |
| Тренер:         |    |                   |       |     |
| Сергей Балахнин |    |                   |       |     |